# Kalendarium historii Indonezji

Zasięg imperium Majapahit

Zasięg sułtanatu Malakka

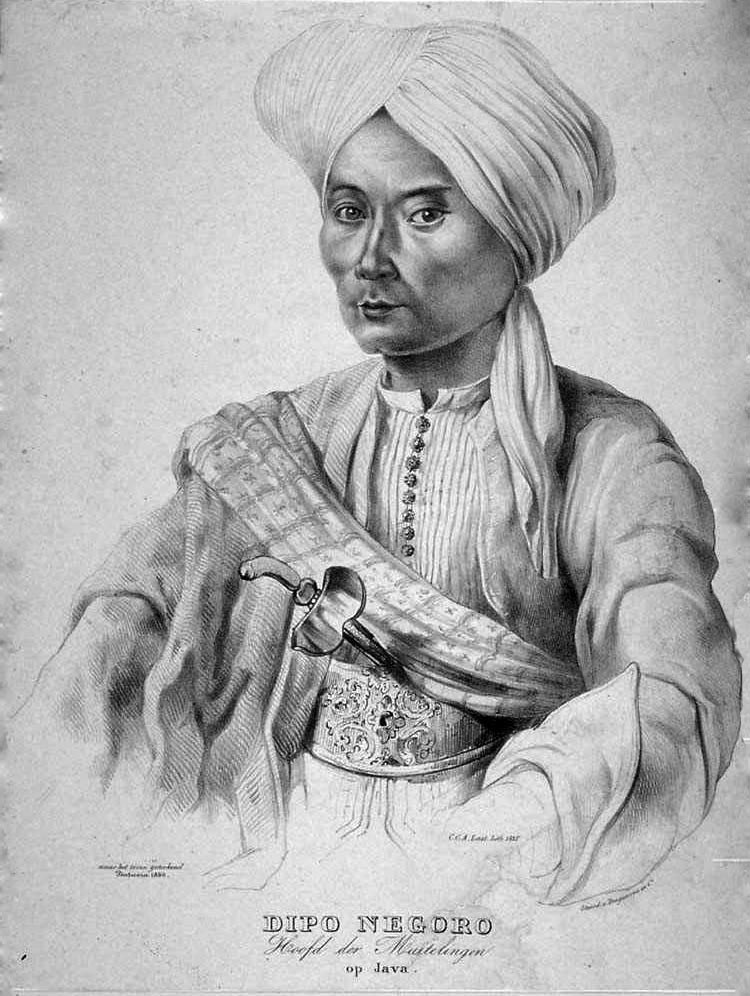
Diponegoro

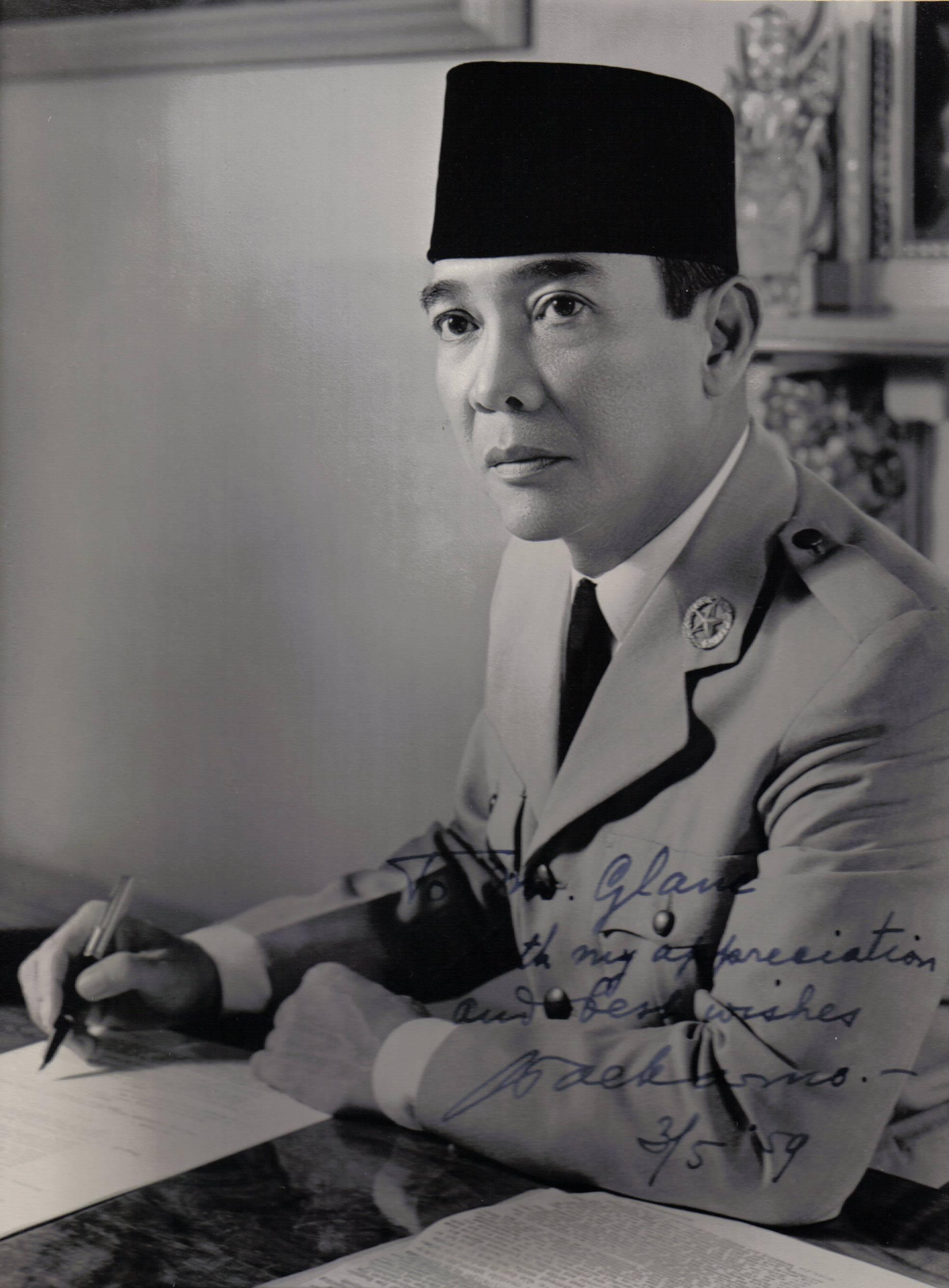
Sukarno

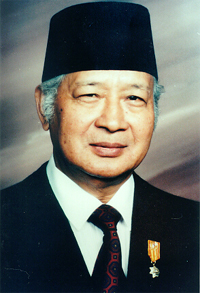
Suharto

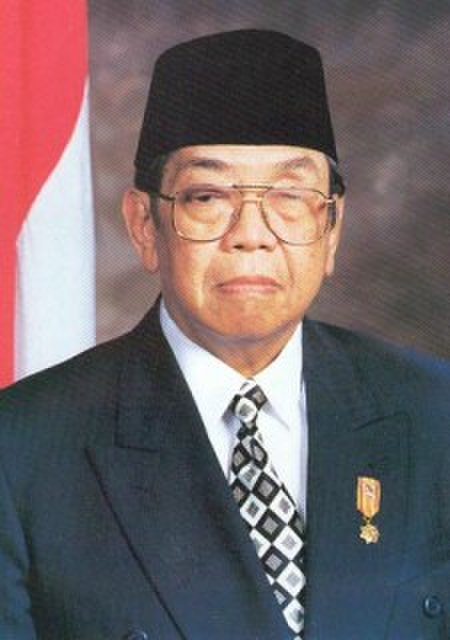
Abdurrahman Wahid

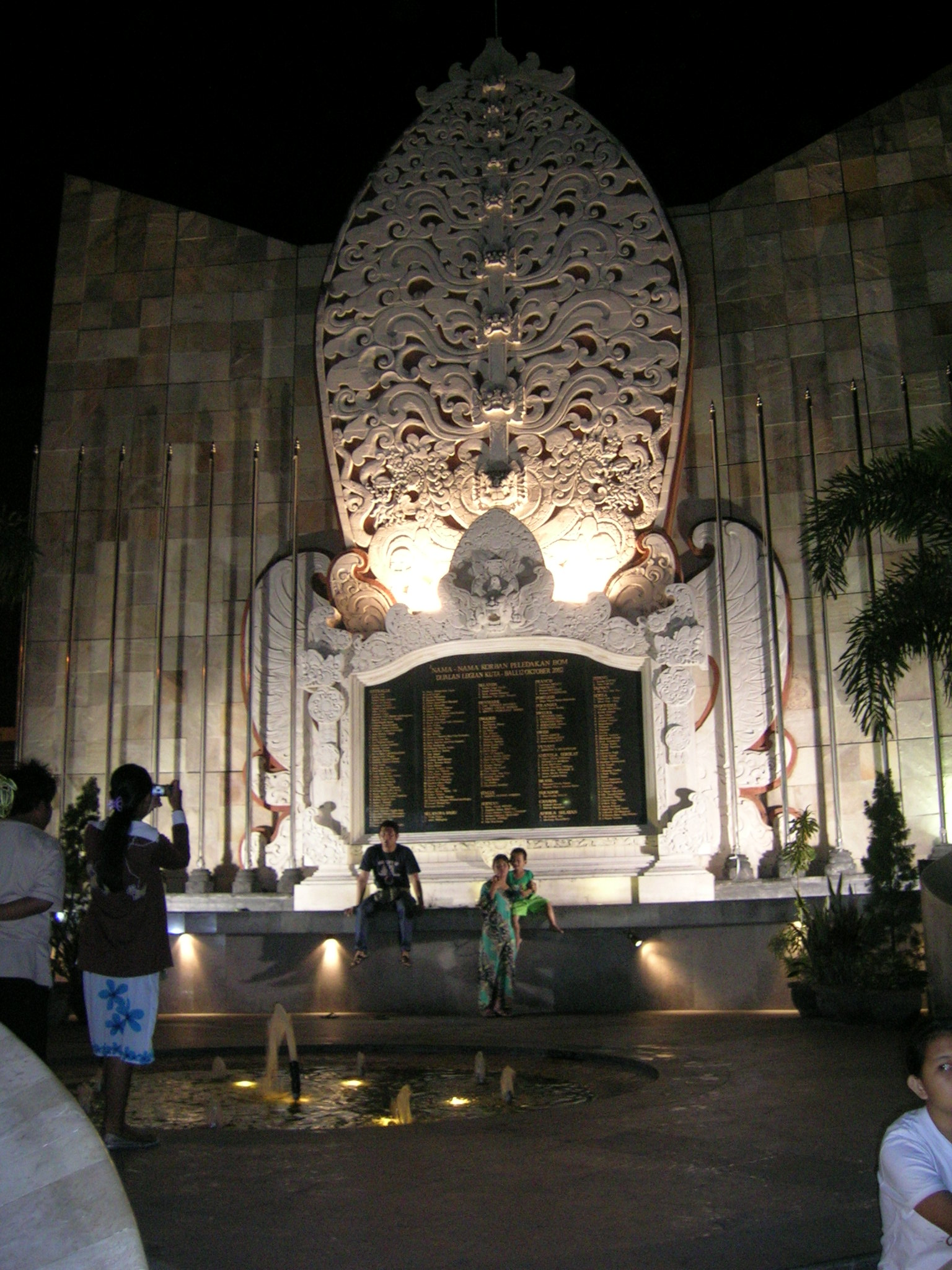
Pomnik pamięci ofiar zamachu na Bali

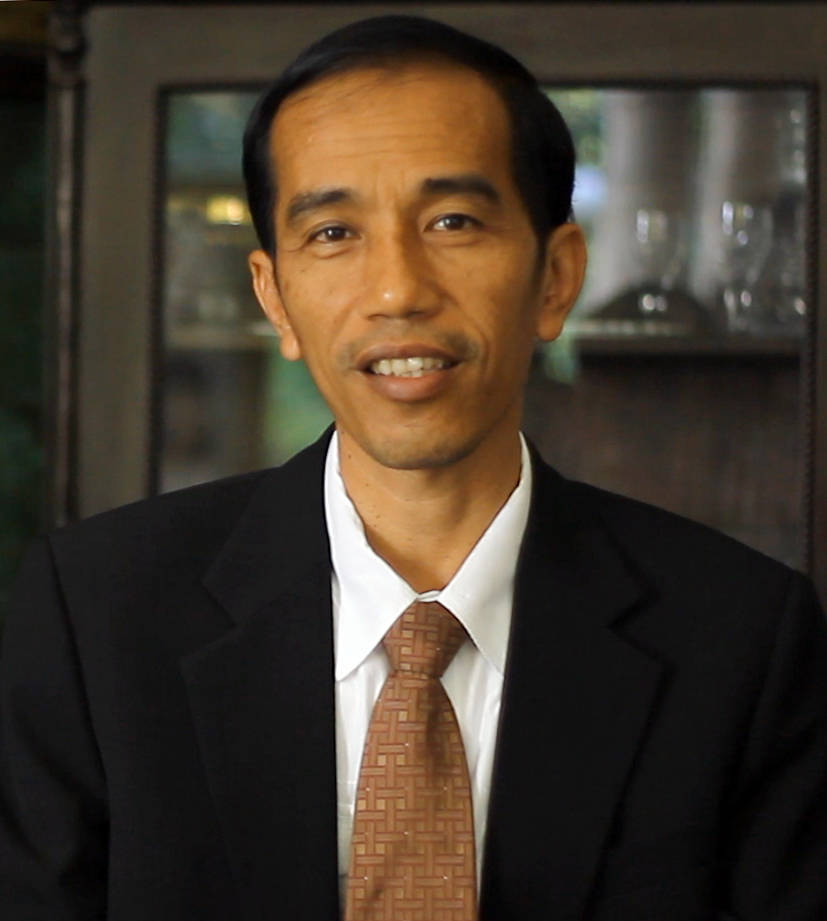
Joko Widodo

Kalendarium historii Indonezji

## Czasy najdawniejsze
- ok. 40 000 p.n.e. – na terenach obecnej Indonezji (wyspa Sulawesi/Celebs) powstały jedne z pierwszych w historii malowidła naskalne[1].
- III–I tys. p.n.e. – na tereny obecnej Indonezji przybyły plemiona austronezyjskie (prawdopodobnie z południowych Chin)[2].
- VII–XII w. – na Sumatrze rozwinęło się państwo Śriwidżaja[2].
- XIII–XVI w. – rządy państwa Majapahit[2].
- XIV w. – państwo Majapahit dzięki podbojom Gajah Mady za panowania Tribhuwany Widżajatunggadewi i Hajama Wuruka zajęło tereny obejmujące obszar obecnej Indonezji[2].
- ok. 1400 – pochodzący z Sumatry książę Parameswara założył państwo Malakka na krańcach Półwyspu Malajskiego[2].
- 1410 – Parameswara przyjął islam[2].
- XVI w. – na tereny obecnej Indonezji przybyli pierwsi kolonizatorzy europejscy[2].
- 1511 – Portugalczycy podbili Malakkę[2].
- 1521 – na tereny obecnej Indonezji pojawili się pierwsi Hiszpanie[2].

## Panowanie Holendrów
- 1596 – na tereny obecnej Indonezji pojawili się pierwsi Holendrzy[2].
- 1602 – Holendrzy założyli Holenderską Kompanię Wschodnioindyjską, która podporządkowała sobie handel w Indonezji[3].
- 1799 – rozwiązano Holenderską Kompanię Wschodnioindyjską[3].
- 1811 – Indonezja przeszła we władanie Wielkiej Brytanii[2].
- 1814 – Indonezję zwrócono Holandii[2].
- 1825–1830 – powstanie niepodległościowe pod wodzą Diponegoro[2].
- 1837 – powstanie Paderi[2].
- 1895 – Holendrzy zakończyli podbój archipelagu[2].
- 1927 – założono Indonezyjską Partię Narodową[2].
- 1930 – Holendrzy zakazali istnienia Indonezyjskiej Partii Narodowej[2].
- 1942–1945 – okupacja Indonezji przez Japonię[2].
- 17 sierpnia 1945 – Sukarno ogłosił niepodległość Indonezji[2].

## Rządy Sukarno
- 1945 – Sukarno sformułował Pańcza Sila – zasady polityki wewnętrznej Indonezji[2].
- 1946 – Holendrzy uznali niepodległość Republiki Indonezji składającej się z Jawy, Sumatry i Madury[2].
- 1948 – Holendrzy aresztowali większość członków rządu indonezyjskiego[4].
- 1949 – Holandia oficjalnie uznała istnienie Republiki Stanów Zjednoczonych Indonezji (zatrzymując pod panowanie Holenderskie Papuę Zachodnią)[2].
- 1950 – utworzenie Republiki Indonezji[2].
- 1954 – Indonezja wystąpiła z unii personalnej z Holandią[5].
- 1957 – Sukarno przeprowadził reformy wewnętrzne, wprowadzając rządy autorytarne[2].
- 1962 – Papua Zachodnia przeszła pod władanie Indonezji[2].
- 1963 – Indonezja wywołała konflikt z Malezją[2].
- 1965 – generał Sukarno udaremnił zamach stanu[2].
- 1966 – zakończenie konfliktu z Malezją[2].

## Rządy Suharto
- 1967 – Suharto został prezydentem Indonezji[2].
- 1967 – Indonezja została członkiem ASEAN[2].
- 1967 – rozpoczęcie czystki opozycji, w wyniku której zginęło co najmniej pół miliona osób, a więcej niż milion trafiło do więzień[6][7].
- 1973 – Suharto po raz drugi został prezydentem Indonezji[4].
- 1975 – Indonezja zajęła Timor Wschodni, wprowadzając terrorem indonezyjskie panowanie miejscowej ludności[2].
- 1976 – w Aceh wybuchła wojna domowa pomiędzy ruchem niepodległościowym a rządem[5].
- 1978 – Sukarno po raz trzeci został prezydentem Indonezji[4].
- 1983 – Suharto po raz czwarty został prezydentem Indonezji[4].
- 1988 – Suharto po raz piąty został prezydentem Indonezji[4].
- 1991 – przeprowadzono krwawe stłumienie protestów niepodległościowych w Timorze Wschodnim[5].
- 1993 – Suharto po raz szósty został prezydentem Indonezji[2].
- 1997–1998 – kryzys gospodarczy w Indonezji[2].
- marzec 1998 – Suharto został po raz siódmy prezydentem Indonezji (w wyniku aklamacji)[5].

## Historia najnowsza
- 21 maja 1998 – Suharto ustąpił ze stanowiska, przekazując władzę Habibiemu[2].
- 5 maja 1999 – Indonezja i Portugalia podpisały porozumienie przyznające Timorowi Wschodniemu prawo do samoistnienia[5].
- październik 1999 – parlament Indonezji uznał wyniki referendum w Timorze Wschodnim, podczas którego ok. 80% głosujących zagłosowało za niepodległością[2].
- 20 października 1999 – prezydentem został Abdurrahman Wahid.
- 2000 – Suharto oskarżono o nadużywanie władzy[4].
- 23 lipca 2001 – Abdurrahman Wahid ustąpił ze stanowiska, władzę prezydencką objęła Megawati Soekarnoputri.
- 30 sierpnia 2001 – w Timorze Wschodnim przeprowadzono pierwsze wybory parlamentarne[5].
- maj 2002 – Timor Wschodni ogłosił niepodległość[5].
- 12 października 2002 – na Bali przeprowadzono zamach terrorystyczny, w którym zginęły 202 osoby[8].
- 2003 – zdecydowano się na umorzenie postępowania w sprawie zbrodni przeprowadzonych na mieszkańcach Timoru Wschodniego z 1999 roku[5].
- 2004 – w wyborach parlamentarnych wygrał Zjednoczony Sekretariat Grup Funkcjonalnych, Golkar[2].
- 20 października 2004 – w wyniku pierwszych bezpośrednich wyborów prezydenckich, prezydentem został Susilo Bambang Yudhoyono.
- 26 grudnia 2004 – w wyniku tsunami zginęło 241,5 tys. mieszkańców Indonezji[2][5].
- 1 października 2005 – przeprowadzono zamach bombowy na Bali, w wyniku którego zginęło 26 osób[9].
- 2005 – trzęsienie ziemi na Sumatrze[5].
- 2005 – w Helsinkach podpisano rozejm pomiędzy ruchem niepodległościowym Aceh a rządem Indonezji[5].
- maj 2006 – trzęsienie ziemi nawiedziło Jawę, w wyniku którego zginęło ok. 6 tys. osób[5].
- 27 stycznia 2008 – w wyniku anemii zmarł Suharto[4].
- 9 maja 2012 – rosyjski samolot Suchoj Superjet 100 zaginął na terenie Indonezji[10].
- 20 października 2014 – prezydentem został Joko Widodo.
- 28 kwietnia 2015 – w Indonezji przeprowadzono egzekucję 8 handlarzy narkotyków, z czego 7 osób nie posiadała indonezyjskiego obywatelstwa[11].